# 삼성 B3310
삼성 B3310(Samsung B3310)은 삼성전자가 2009년 7월에 출시한 휴대 전화이다.